# Dwie królowe
Dwie królowe. Powieść historyczna (Bona i Elżbieta) – powieść historyczna Józefa Ignacego Kraszewskiego z 1884 roku, zaliczana do cyklu Dzieje Polski.
Ukończony w styczniu 1884 utwór pisarz dedykował Aleksandrowi hr. Przezdzieckiemu; w tym samym roku opublikowany został w trzytomowym wydaniu książkowym. 

## Treść
Akcja powieści rozgrywająca się w XVI-wiecznej Polsce Jagiellonów poświęcona jest wczesnemu okresowi życia Zygmunta Augusta. 

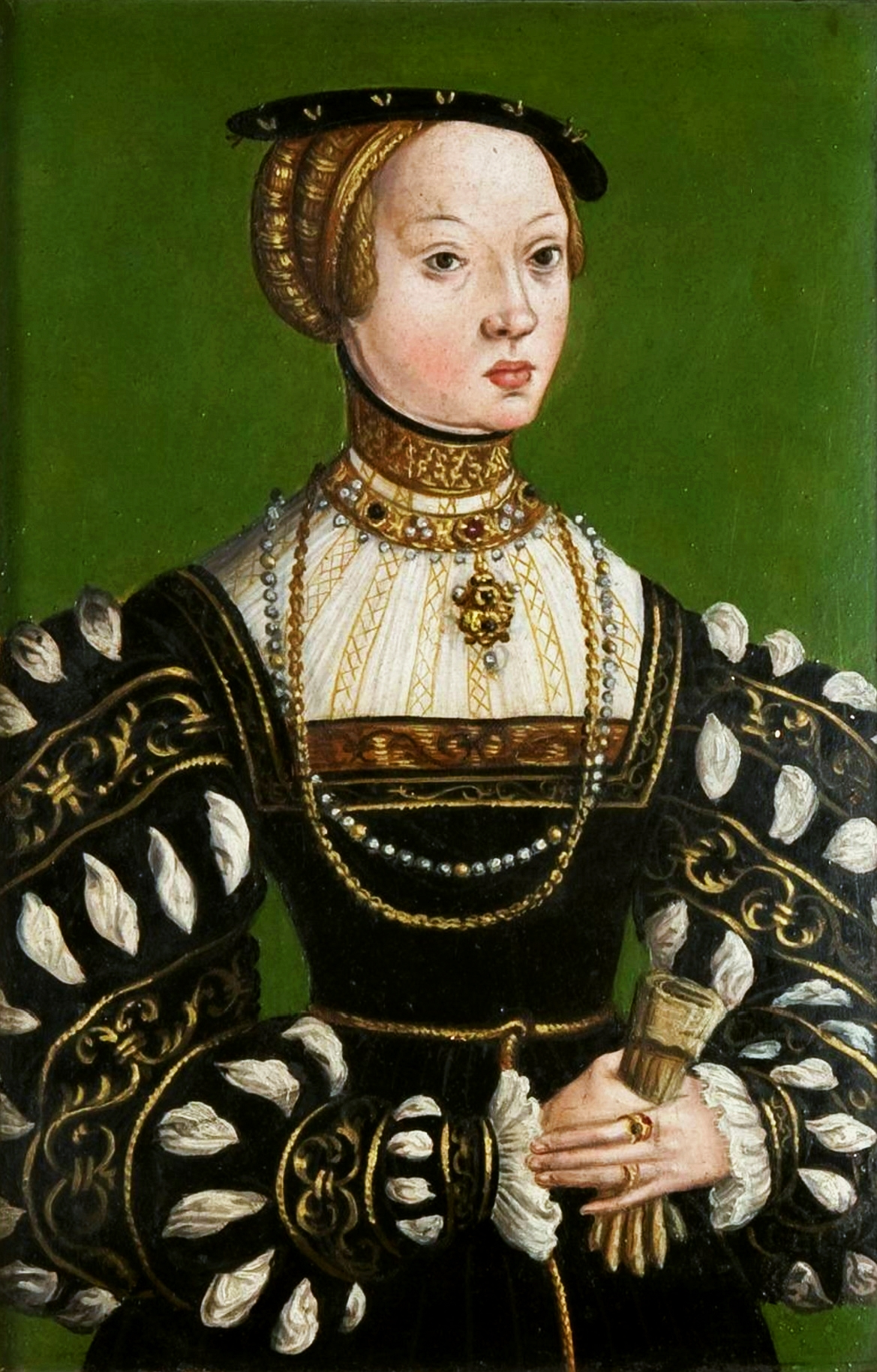
Elżbieta Habsburżanka (anonimowa miniatura z epoki)

Beztrosko korzystający z rozrywek i zaspokajający swe kosztowne zachcianki królewicz chroniony jest przed przygotowaniem do przyszłej roli przez zaborczą matkę, Bonę Sforzę, separującą go od spraw państwowych i troszczącą się o dostarczanie mu kolejnych kochanek. Jedną z nich jest rozmiłowana w Zygmuncie młoda dwórka Dżemma, którą jednak obdarza natrętnym uczuciem również królewski dworzanin – szkaradny Petrek Dudycz, będący pośmiewiskiem krakowskiego dworu. Tymczasem w dalekowzrocznych planach Zygmunta Starego leży związek małżeński syna z córką Ferdynanda I, łączący Jagiellonów z potężnymi Habsburgami i służący przeorientowaniu polskiej polityki na zachód. Plany te od początku usiłuje pokrzyżować królowa Bona, wroga Habsburgom i pragnąca na stałe utrzymać syna pod swą kuratelą. Po przybyciu Elżbiety Habsburżanki do Polski i jej ślubie z następcą tronu, królowa-matka wypowiada skrytą wojnę synowej, stale ją poniżając i nękając pomówieniami oraz intrygami. 
Osią powieściowej fabuły jest narastający konflikt dwóch królowych, zakończony przedwczesną śmiercią udręczonej młodej żony Zygmunta Augusta. W jego tle toczy się ostra rywalizacja obu politycznych stronnictw: prohabsburskiego, skupionego wokół postaci starego króla, i przeciwnego, ciążącego ku Francji, którego rzeczniczką jest królowa Bona. Na drugim planie powieści, w osobno rozwiniętym wątku romansowym, ukazana jest opętańcza miłość Petrka Dudycza do pięknej Dżemmy, wieńcząca jego starania pozornym sukcesem, lecz ostatecznie zakończona tragicznym finałem.